# Саку (волость)
Са́ку (эст. Saku vald) — волость на северо-западе Эстонии в уезде Харьюмаа. Административный центр — посёлок Саку. Старейшина волости Саку с 2018 года — Марти Рехемаа.

## Географическое положение
Находится в 10 километрах к югу от Таллина, в центре уезда Харьюмаа. На западе граничит с волостью Сауэ, на востоке — с волостями Кийли и Козе, на юге — с волостью Кохила. Площадь волости — 171,13 км². Территория волости на западе ограничена шоссе Таллин—Пярну—Икла, на востоке — шоссе Таллин—Рапла—Тюри. Через посёлок Саку протекает река Вяэна, у южной границы волости течёт река Кейла.  

## Символика

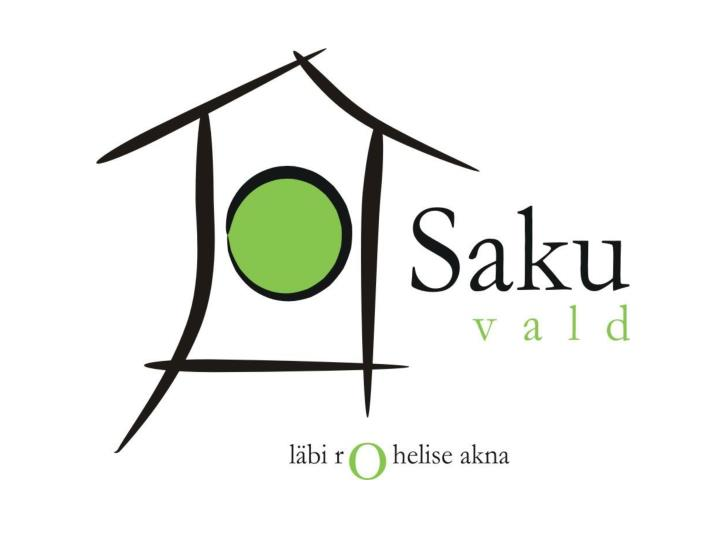
Лого волости Саку

Символикой волости являются герб и флаг, принятые в 1993 году. Автор — Прийт Херодес (Priit Herodes).
Герб волости: на зелёном щите три серебристых сошника и пивной жбан. На флаге волости изображены только три сошника, он имеет красно-белое зубчатое обрамление. Соотношение ширины и длины флага 1:1, нормальный размер 105×105 см.
Лозунг волости: «Сквозь зелёное окно» (эст. Läbi rohelise akna). Волость также имеет своё лого.

## История

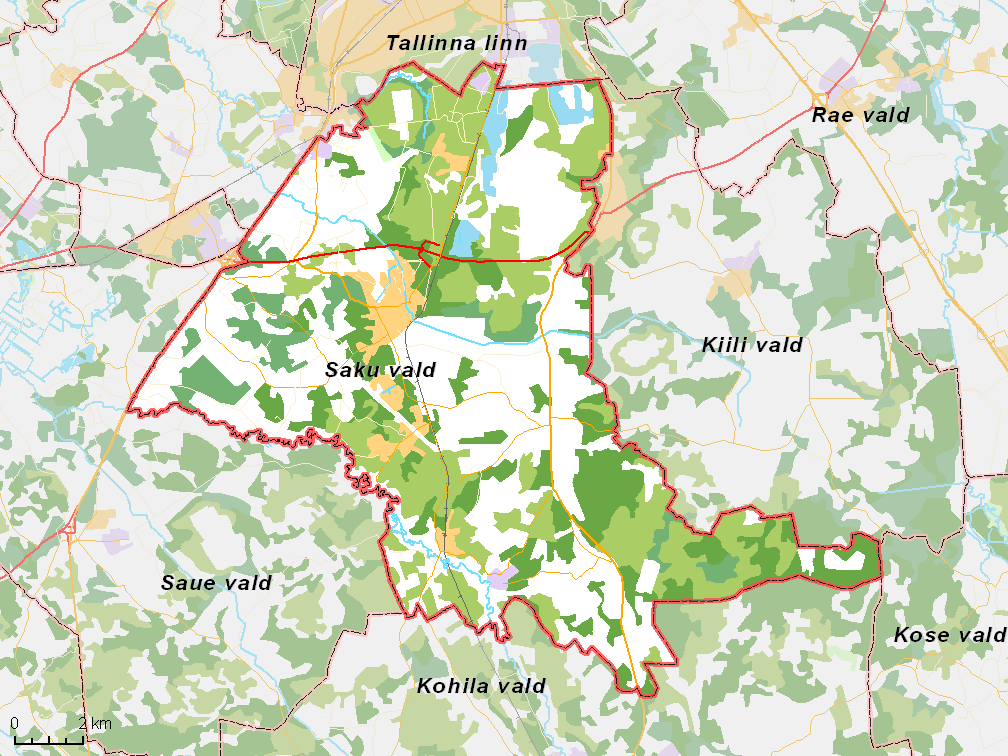
Карта современной волости Саку

Волость Саку была образована в 1866 году. Первое здание волостного собрания, здание суда и школа были построены на территории деревни Каямаа в 1868 году. Первое заседание волостного собрания было проведено в 1868 году. На него были приглашены все владельцы собственности и арендаторы. Из каждых десяти безземельных жителей был выбран один представитель.
В 1890 году волость Саку была объединена с волостью Сауэ. 28 мая 1921 года решением совета Харьюмаа волость вновь стала самостоятельной.
Исторические русские названия волости: Сак (Сакъ, нем. Sack) и Зак (Закъ).
В 1939 году в ходе волостной реформы Эстонской Республики была сформирована волость Тыдва, в которую вошли земли Саку. Тыдва просуществовала до 1945 года, после восстановления в Эстонии советской власти на её месте был образован сельсовет Саку.
В 2004 году волость Саку получила титул «Самое дружественное самоуправление по отношению к семье». Таким образом был оценен уровень поддержки со стороны волости детских учреждений, школ, кружков по интересам и семей, для определения которого использовались 2 показателя: общая сумма соответствующих денежных расходов и многообразие методов поддержки.
В 2015 году волостное собрание Саку приняло обращение к правительству Эстонии, в котором продекларировало свой отказ в принятии беженцев.

## Населённые пункты
В составе волости 2 посёлка и 19 деревень.
- Поселки: Саку, Кийза.
- Деревни: Каямаа, Каземетса, Кирдалу, Куртна, Локути, Метсанурме, Мяннику, Рахула, Рообука, Саустинымме, Сауэ, Соокаэра-Метсанурга, Тагади, Таммемяэ, Тыдва, Тянассилма, Юкснурме, Юулику, Ялгимяэ. До 2019 года в волости была также 20-я деревня — Таммеярве, которую поделили между посёлками Луйге и Кангру (волость Кийли) и деревней Мяннику[9].

## Население
По данным волостной управы по состоянию на 1 января 2020 года в волости проживали 10 498 человек, из них 5277 мужчин и 5224 женщины.
| 2001 | 2002   | 2003   | 2004   | 2005   | 2006   | 2007   | 2008   | 2010   | 2011   | 2012    | 2013   | 2014   | 2015   | 2016   | 2017   | 2018   | 2019    | 2020    |
| ---- | ------ | ------ | ------ | ------ | ------ | ------ | ------ | ------ | ------ | ------- | ------ | ------ | ------ | ------ | ------ | ------ | ------- | ------- |
| 7323 | ↘ 7322 | ↗ 7342 | ↗ 7372 | ↗ 7388 | ↗ 7420 | ↗ 7442 | ↗ 7464 | ↗ 7559 | ↗ 9913 | ↗ 10096 | ↘ 9731 | ↘ 9201 | ↗ 9283 | ↗ 9383 | ↗ 9591 | ↗ 9864 | ↗ 10206 | ↗ 10498 |

## Статистика
Данные Департамента статистики о волости Саку на 1 января каждого года:

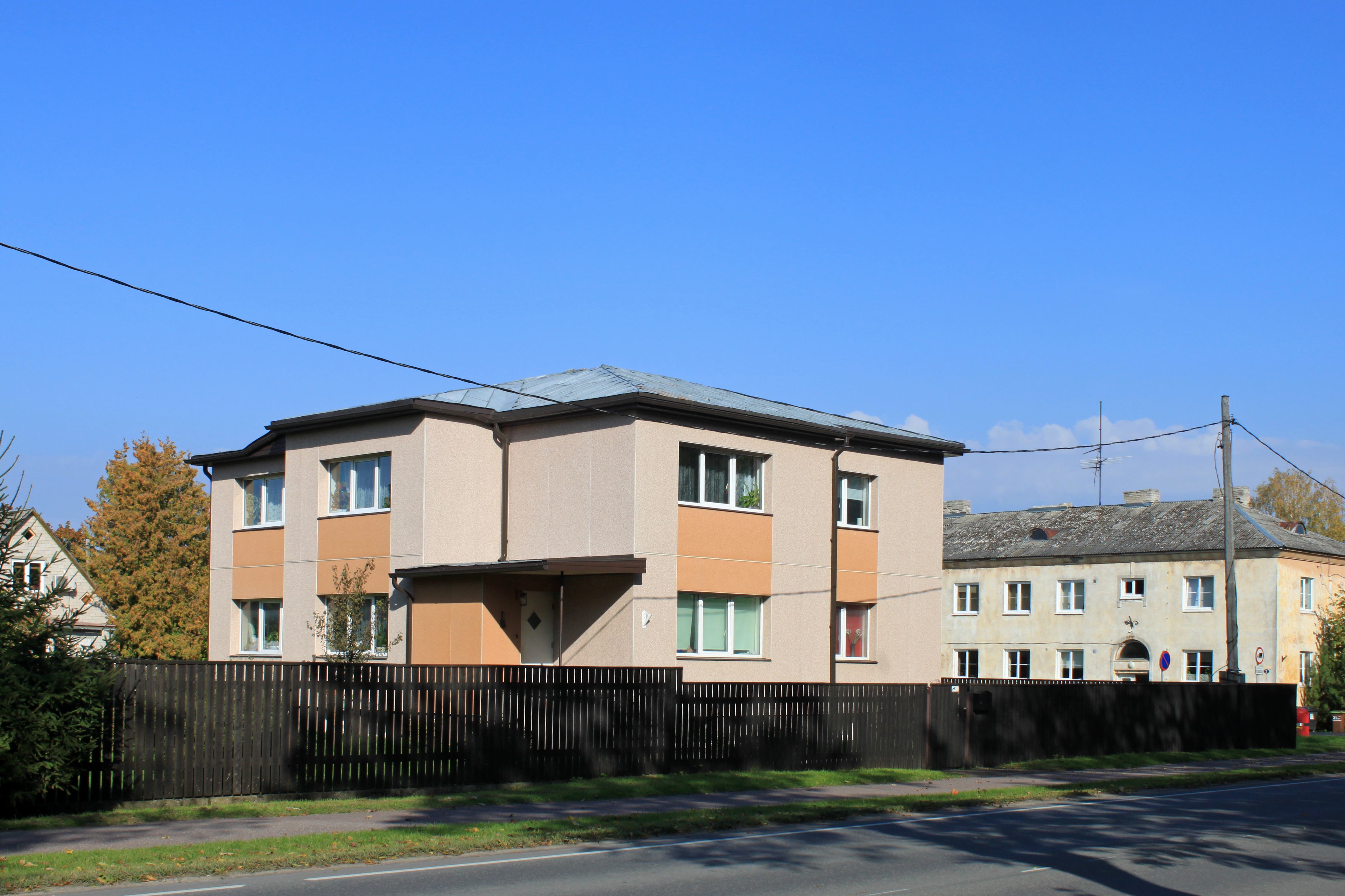
Посёлок Саку

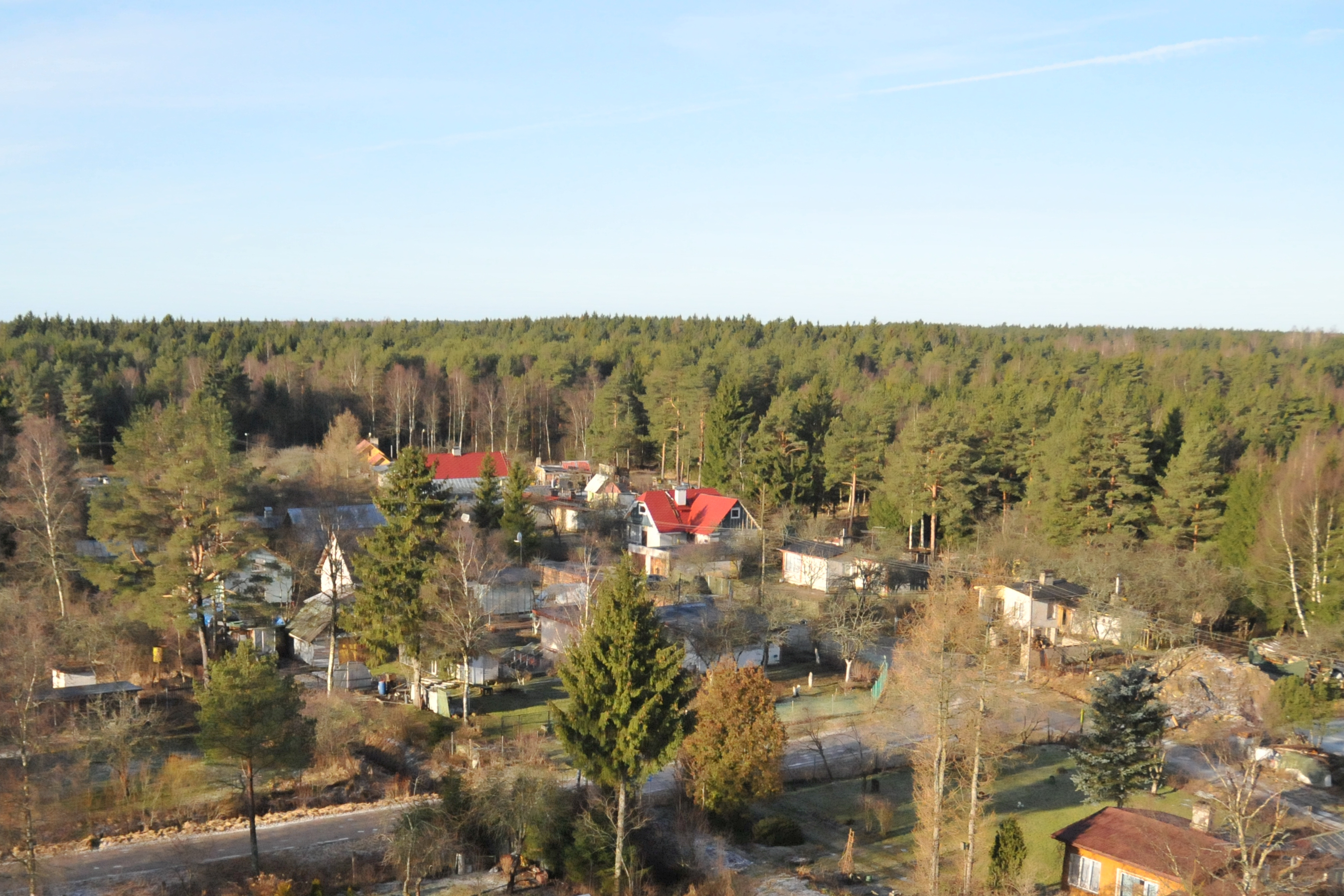
Деревня Метсанурме

Число жителей:
| Год  | 2015 | 2016   | 2017   | 2018   | 2019     | 2020     | 2021     | 2022     |
| ---- | ---- | ------ | ------ | ------ | -------- | -------- | -------- | -------- |
| Чел. | 9158 | ↗ 9276 | ↗ 9489 | ↗ 9742 | ↗ 10 095 | ↗ 10 435 | ↗ 10 722 | ↗ 11 002 |

Число рождений:
| Год           | 2015 | 2016  | 2017  | 2018  | 2020  |
| ------------- | ---- | ----- | ----- | ----- | ----- |
| Живорождённых | 104  | ↗ 133 | ↘ 112 | ↗ 133 | ↗ 124 |

Зарегистрированные безработные:
| Год  | 2015 | 2016  | 2017  | 2018  | 2019  | 2021 (август) |
| ---- | ---- | ----- | ----- | ----- | ----- | ------------- |
| Чел. | 120  | ↗ 128 | ↗ 129 | ↗ 142 | ↗ 146 | ↗ 323         |

Средняя брутто-зарплата работника:
| Год  | 2015    | 2016      | 2017      | 2018      | 2020      |
| ---- | ------- | --------- | --------- | --------- | --------- |
| Евро | 1270,76 | ↗ 1342,60 | ↗ 1434,07 | ↗ 1531,44 | ↗ 1691,90 |

Число учеников в школах:
| Год  | 2015 | 2016   | 2017   | 2018   |
| ---- | ---- | ------ | ------ | ------ |
| Чел. | 1257 | ↗ 1355 | ↗ 1487 | ↗ 1571 |

## Транспорт
По волости Саку проходит участок железной дороги Таллинн—Вильянди со станциями в Мяннику, Саку, Каземетса, Рообука и Кийза. Здесь останавливаются поезда, следующие по железнодорожным маршрутам, соединяющим Таллин c Рапла, Вильянди и Тюри.
Из Таллина в Саку ходят две линии общественного транспорта — автобусы 117 (c остановками в Мяннику, Таммемяэ, Саку, Каземетса, Тыдва, Кийза, Куртна, Тагади) и 117A (Мяннику, Таммемяэ, Саку), а также три коммерческие линии — автобусы 206 (Мяннику, Таммемяэ, Саку), 219 (Таммеярве, Саку, Локути, Куртна, Кийза) и 220 (Яльгимяэ, Саку, Каземетса, Кийза).
В течение учебного года в волости ходят местные школьные автобусы.

## Спорт
В деревне Куртна базируется федерация Эстонии по хоккею с мячом и клуб верховой езды «Kurtna Ratsaklubi». Проводятся соревнования по конному спорту «Kurtna Karika».
В Каямаа находится клуб стрельбы из лука на местности и проводится открытый чемпионат Эстонии по полевой стрельбе из лука по правилам федерации IFAA.

## Самоуправления-побратимы
У волости Саку 7 самоуправлений-побратимов:
- Город Саку, Япония
- Город Юлёярви, Финляндия
- Община Липери, Финляндия
- Волость Сунд, Финляндия
- Коммуна Стренгнес[швед.], Швеция
- Город Кандава, Латвия
- Город Тюри, Эстония

## Галерея

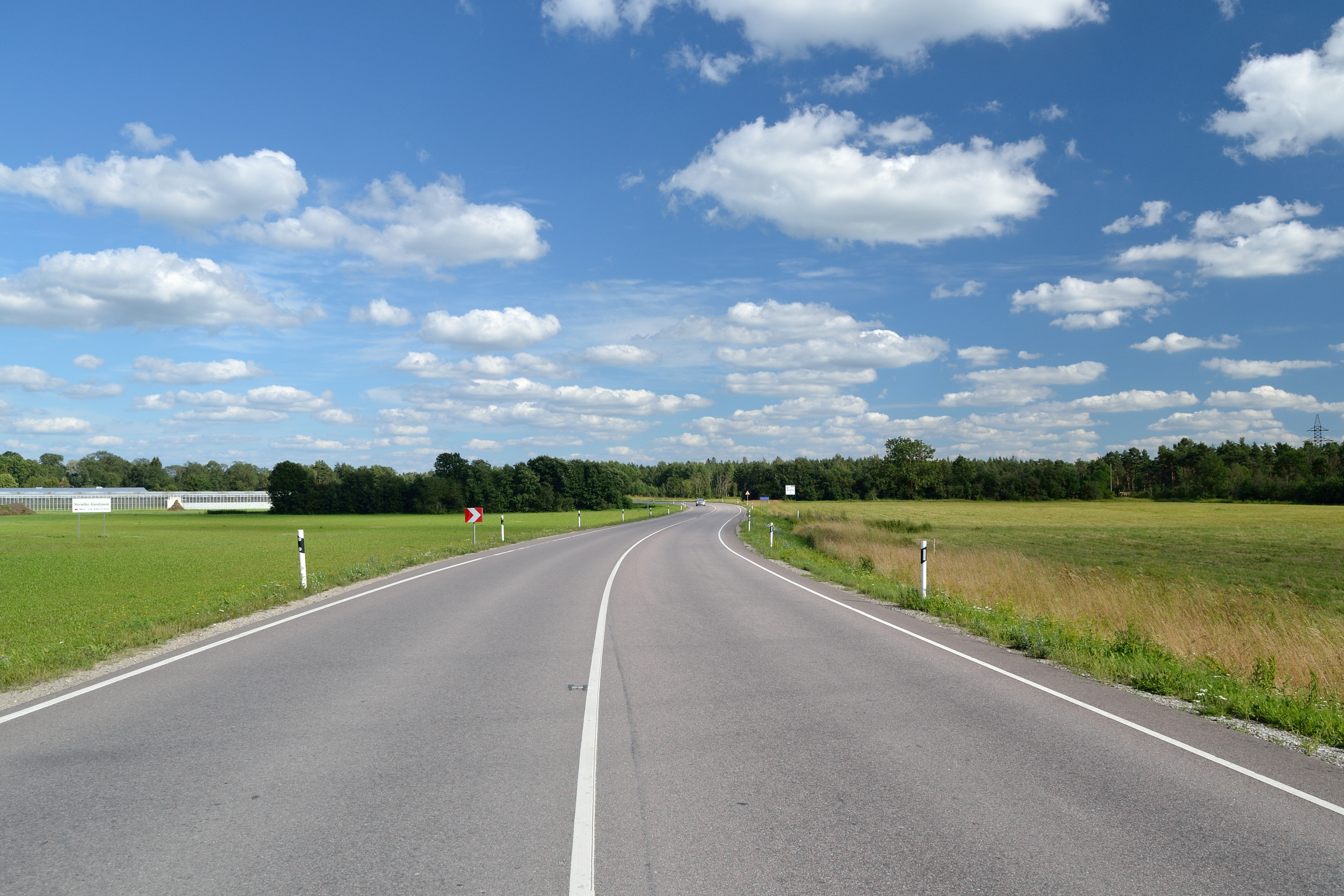
Шоссе Таллин-Саку-Лаагри на границе деревень Яльгимяэ и Юулику
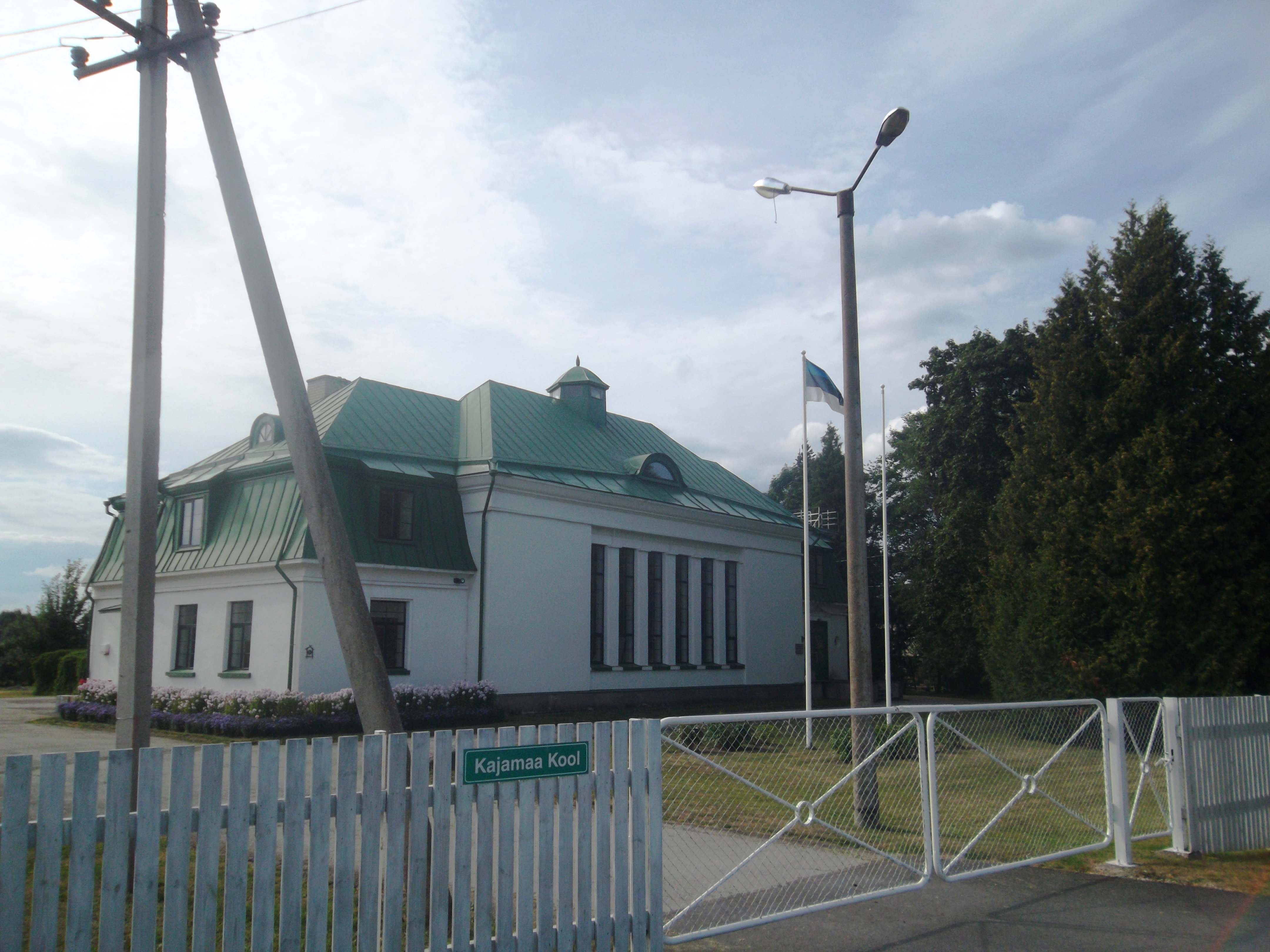
Школа деревни Каямаа
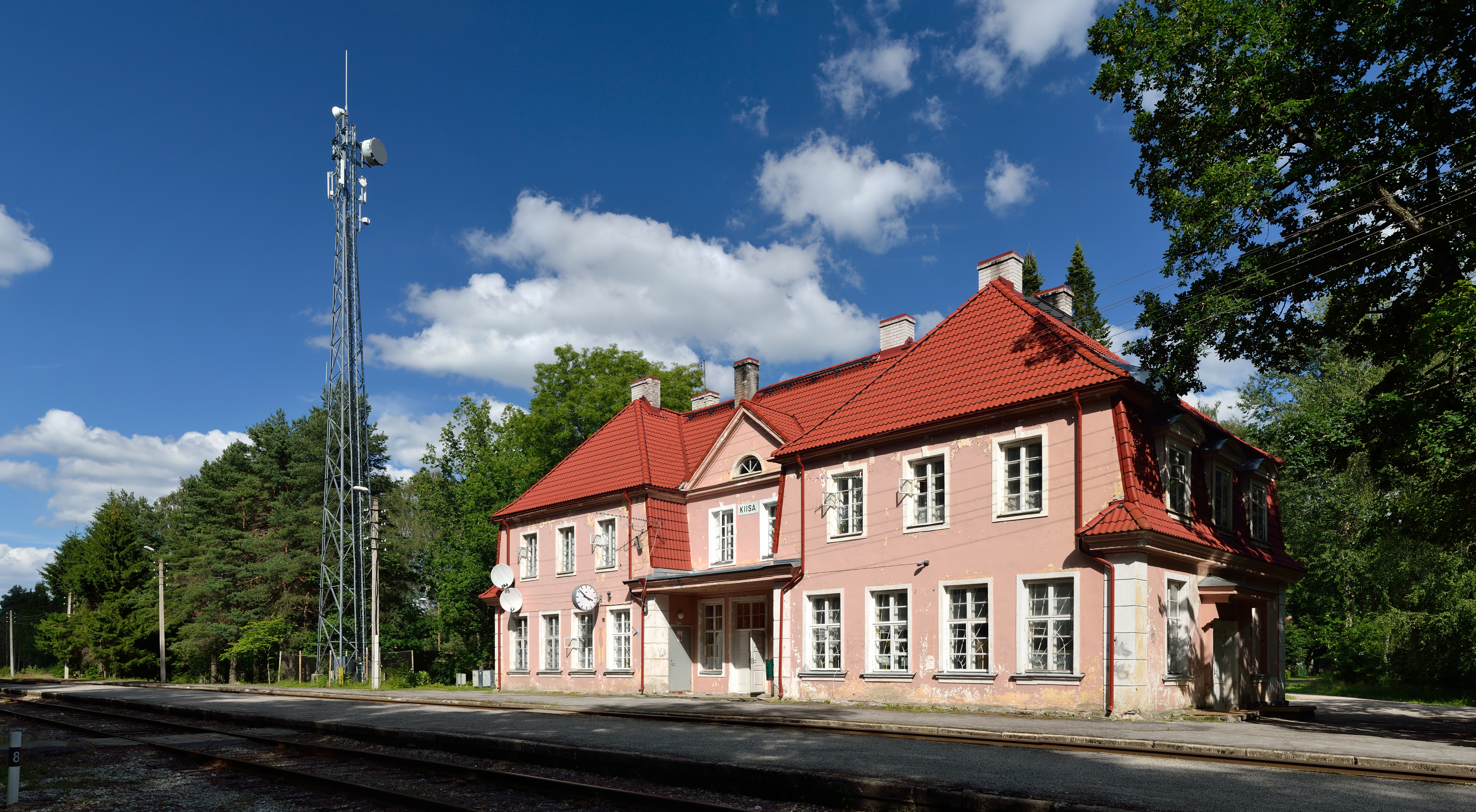
Железнодорожный вокзал в Кийза
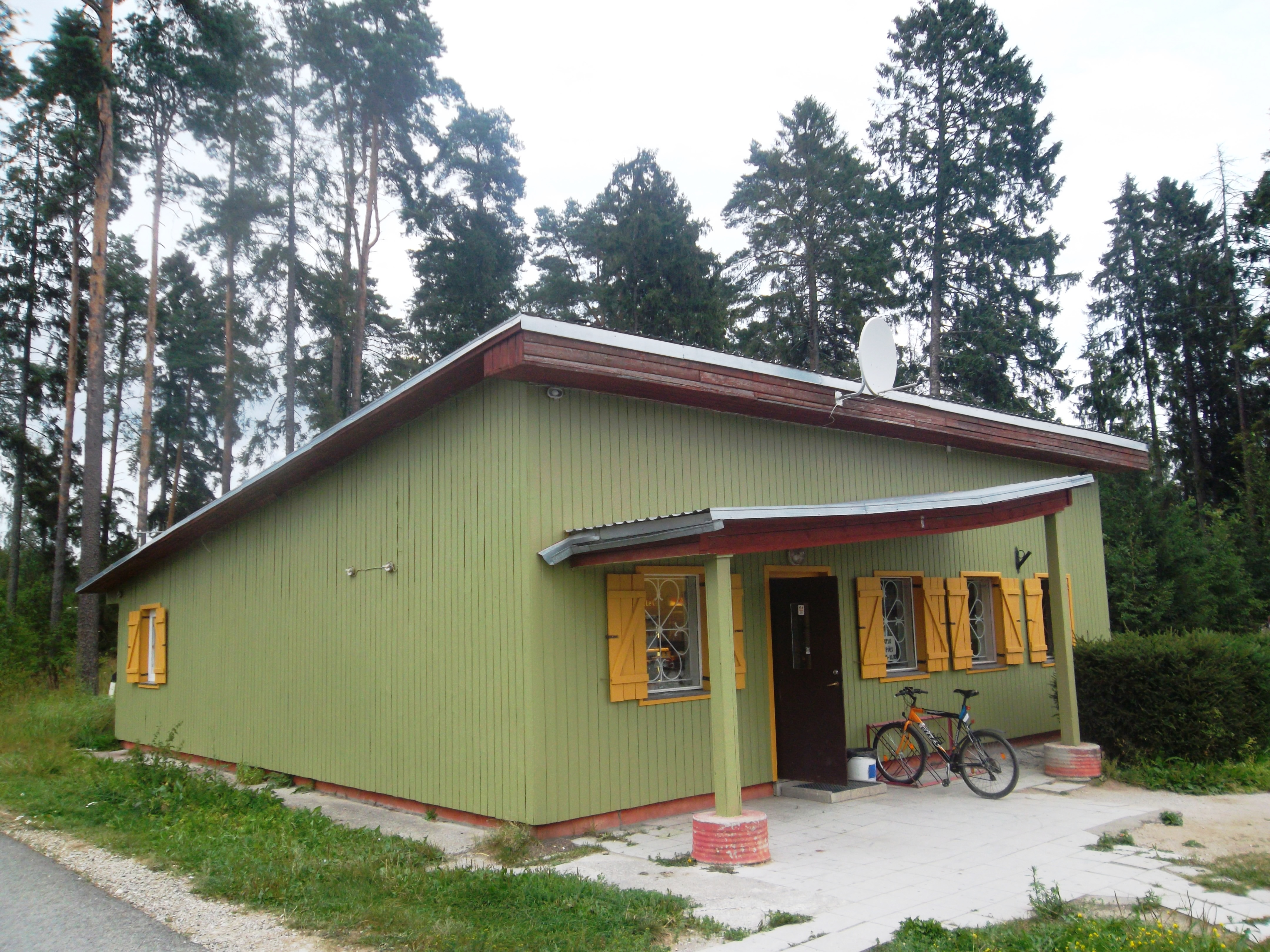
Магазин в Рообука
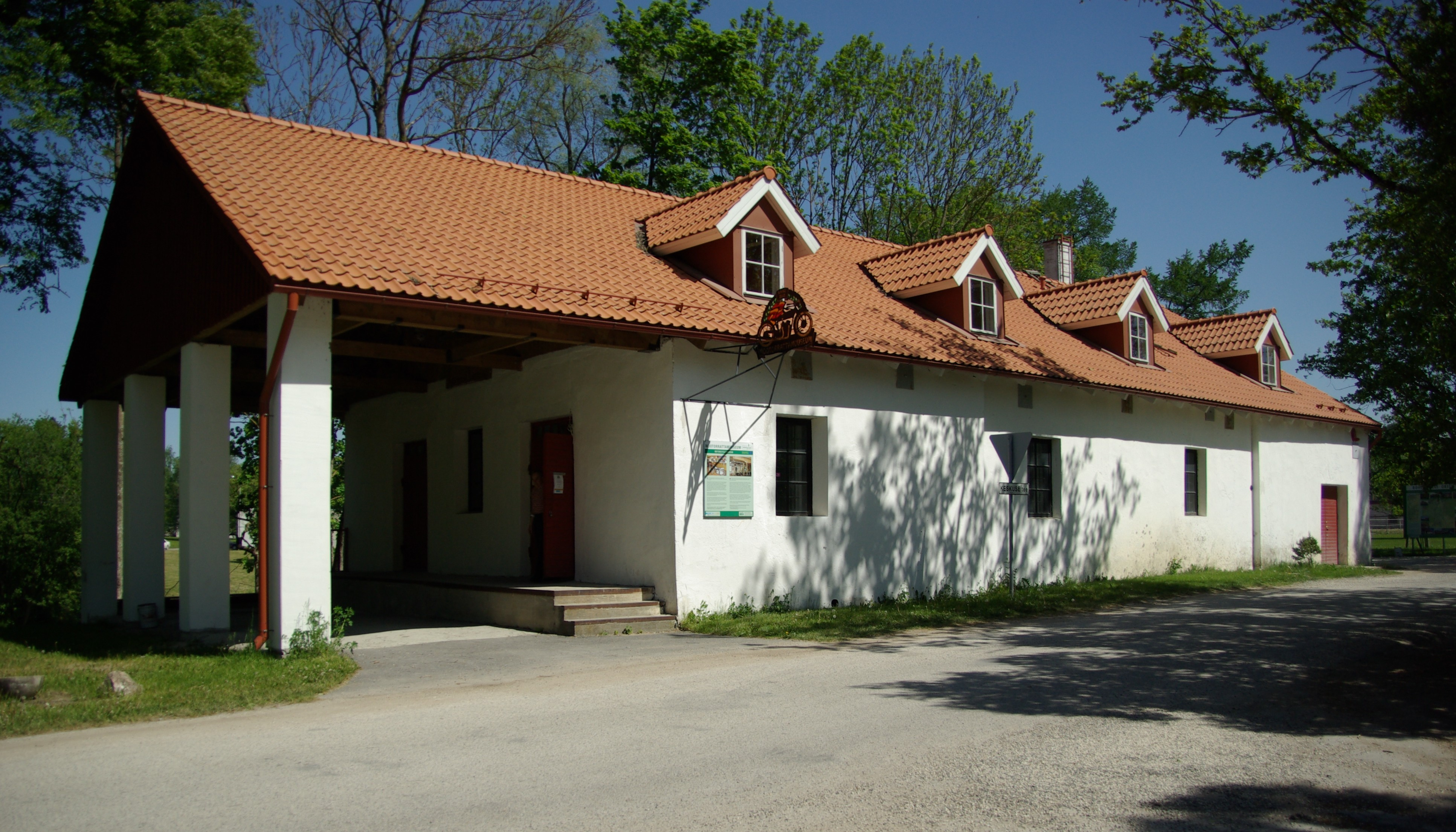
Музей велосипедов в Куртна